# Hennie Binneman
Hendrik Jacobus Gijsbert „Hennie“ Binneman (* 13. April 1914 in Kapstadt; † 19. März 1968 in Gordon’s Bay, Westkap) war ein südafrikanischer Radrennfahrer.

## Sportliche Laufbahn
Binneman war im Straßenradsport und im Bahnradsport aktiv. Er war Teilnehmer der Olympischen Sommerspiele 1936 in Berlin. Das olympische Straßenrennen beendete er gemeinsam mit weiteren Fahrern auf dem 16. Rang. 1938 gewann er das Straßenrennen bei den Commonwealth Games. Auf der Bahn bestritt er bei den Commonwealth Games das Zeitfahren und das Punktefahren.

## Familiäres
Sein Bruder Dirkie Binneman war ebenfalls Radrennfahrer und Teilnehmer der Olympischen Sommerspiele 1948 in London.